# Hollabrunnella
Hollabrunnella is een geslacht van uitgestorven slakken uit de  familie van de Clausiliidae.

## Soorten
De volgende soorten zijn bij het geslacht ingedeeld:
- Hollabrunnella hollabrunnensis (Schütt, 1967) †